# Sulsula
Sulsula is een geslacht van spinnen uit de  familie van de Oonopidae (dwergcelspinnen).

## Soorten
- Sulsula parvimana (Simon, 1910)
- Sulsula pauper (O. P.-Cambridge, 1876)